# Vytautas Andriuškevičius
Vytautas Andriuškevičius (* 8. Oktober 1990 in Alytus) ist ein ehemaliger litauischer Fußballspieler.

## Karriere

### Verein
Vytautas Andriuškevičius der aus der Jugend des FBK Kaunas stammt, spielte in der A Lyga 2007 seine erste Profisaison für den Verein aus der zweitgrößten Stadt Litauens. Die Saison 2007 beendete Andriuškevičius mit diesem als Meister, zu Beginn des Jahres gewann er bereits den Litauischen Supercup. Im Jahr darauf folgten Siege im Litauischen Pokal und der Baltic League. Die Spielzeit 2010 sollte die letzte für den Abwehrspieler im Trikot von Kaunas bedeuten; Andriuškevičius kam zuvor in vier Jahren nur 17-mal in der Liga zum Einsatz. Er wechselte während der Winterpause 2009/10 zu Lechia Gdańsk nach Polen. In der laufenden Rückrunde der Saison 2012/13 und nach 32 Ligaeinsätzen für die Danziger löste er den laufenden Vertrag im gegenseitigen Einverständnis auf. Kurz darauf unterschrieb er einen Kontrakt bei Djurgårdens IF.
Im Sommer 2014 wechselte Andriuškevičius in die niederländische Eredivisie zu SC Cambuur. Dort etablierte er sich als Stammspieler. Nach dem Abstieg des Vereins im Jahr 2016 verließ er Cambuur.
In der Saison 2016 unterschrieb er beim US-Klub Portland Timbers (MLS). Mit seiner Dynamik und Laufstärke wurde er rasch ein wichtiger Bestandteil des Teams.
Im Sommer 2018 wechselte er innerhalb der MLS zu D.C. United, kam dort aber zu keinem Pflichtspieleinsatz, da ihn eine Hüftverletzung außer Gefecht setzte.
2019 kehrte Andriuškevičius zu FK Sūduva in Litauen zurück und kam zu wenigen Einsätzen. Noch im selben Jahr unterschrieb er beim kasachischen Klub FK Tobol Kostanaj, für den er zwölf Ligaspiele absolvierte. 2020 folgte eine weitere Station in Kasachstan bei FK Kyzylzhar Petropavl mit zehn Ligaeinsätzen.
Nach mehreren Kurzstationen und wiederkehrenden Verletzungen sowie den Einschränkungen durch die COVID-19-Pandemie beendete er im April 2021 offiziell seine Spielerlaufbahn. Seit März 2022 ist Andriuškevičius als Assistenztrainer bei den Portland Thorns in der US-amerikanischen NWSL tätig.

#### Nationalmannschaft
Vytautas Andriuškevičius debütierte für die Litauische Fußballnationalmannschaft im August 2011 gegen Armenien, als er für den Rekordnationalspieler Andrius Skerla eingewechselt wurde. Mit der Auswahl seines Heimatlandes nahm er im folgenden Jahr am Baltic Cup teil, in dem er zu einem Einsatz bei der 0:5-Niederlage gegen Lettland kam.

## Erfolge
mit dem FBK Kaunas:
- Baltic League: 2008
- Litauischer Meister: 2007
- Litauischer Pokal: 2007/08
- Litauischer Supercup: 2007